# Sophie Dorothea de Württemberg
Maria Feodorovna (rusă Мари́я Фёдоровна; n. 25 octombrie 1759 — d. 5 noiembrie 1828) a fost a doua soție a Țarului Pavel I al Rusiei și mama Țarilor Alexandru I și Nicolae I al Rusiei.

## Prințesă de Württemberg

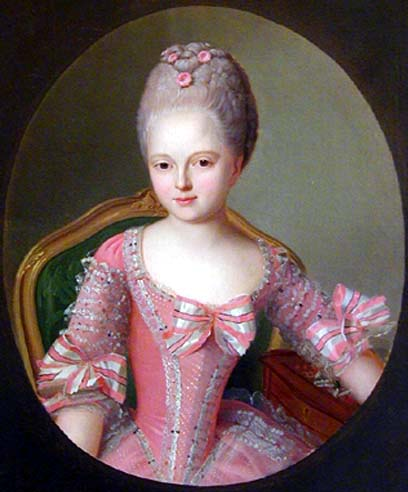
Ducesa de Württemberg în 1770.

Maria Feodorovna s-a născut la Stettin (acum Szczecin, Polonia) la 25 octombrie 1759 ca Ducesa Sophie Marie Dorothea Auguste Louise de Württemberg. A fost fiica lui Friedrich al II-lea, Duce de Württemberg și a soției lui Friederike Dorothea de Brandenburg-Schwedt. Numită după mama ei, Sophia Dorothea, a fost fiica cea mare din opt copii, cinci băieți și trei fete. În 1769, când avea zece ani, familia ei și-a stabilit reședința la Castelul de la Montbéliard,  atunci o enclavă a Ducatului de Württemberg, astăzi parte a Franche-Comte.   Fratele ei mai mic, Alexandru de Württemberg s-a născut acolo. Reședința de vară a familiei era situată la Étupes.
Sofia va iubi artele toată viața ei. La vârsta de 16 ani, vorbea germana, franceza, italiana și latina. Era înaltă, veselă și naivă. A fost crescută potrivit modei și rafinamentului franțuzesc, așa cum era obiceiul timpului, însă îmbinat cu simplitatea burgheză germană.
În 1773, Sofia Dorothea era în grupul de prințese germane considerate ca posibile soții ale moștenitorului tronului Rusiei, viitorul  Țar Pavel I. Totuși, Sofia de Württemberg nu avea încă 14 ani în acel moment iar Wilhelmina Louisa de Hesse-Darmstadt era o prințesă mult mai apropiată ca vârstă de Marele Duce al Rusiei.
Sofia s-a logodit cu Prințul Ludovic de Hesse, fratele primei soții a lui Pavel însă atunci când moștenitorul coroanei ruse a rămas văduv în 1776, Frederick al II-lea al Prusiei i-a propus Sofiei să devină a doua soție a Marelui Duce Pavel. Fostul logodnic al Sofiei a primit o recompensare materială la ruperea logodnei. Sofia avea 17 ani și o încânta ideea de a deveni împărăteasă a Rusiei. Când mama ei lamenta nefericitul destin al unor suverani ai Rusiei, ea răspundea că singura ei preocupare era să devină populară în noua ei țară.
Împărăteasa Rusiei, Ecaterina a II-a, era încântată de ideea căsătoriei. Prințesa de Württemberg împărțea cu împărăteasa nu numai o educație similară dar și același nume și loc de naștere. Frederick al II-lea a aranjat căsătoria iar Sofia a fost chemată la Berlin, unde a întâlnit-o Pavel.

## Mare Ducesă a Rusiei

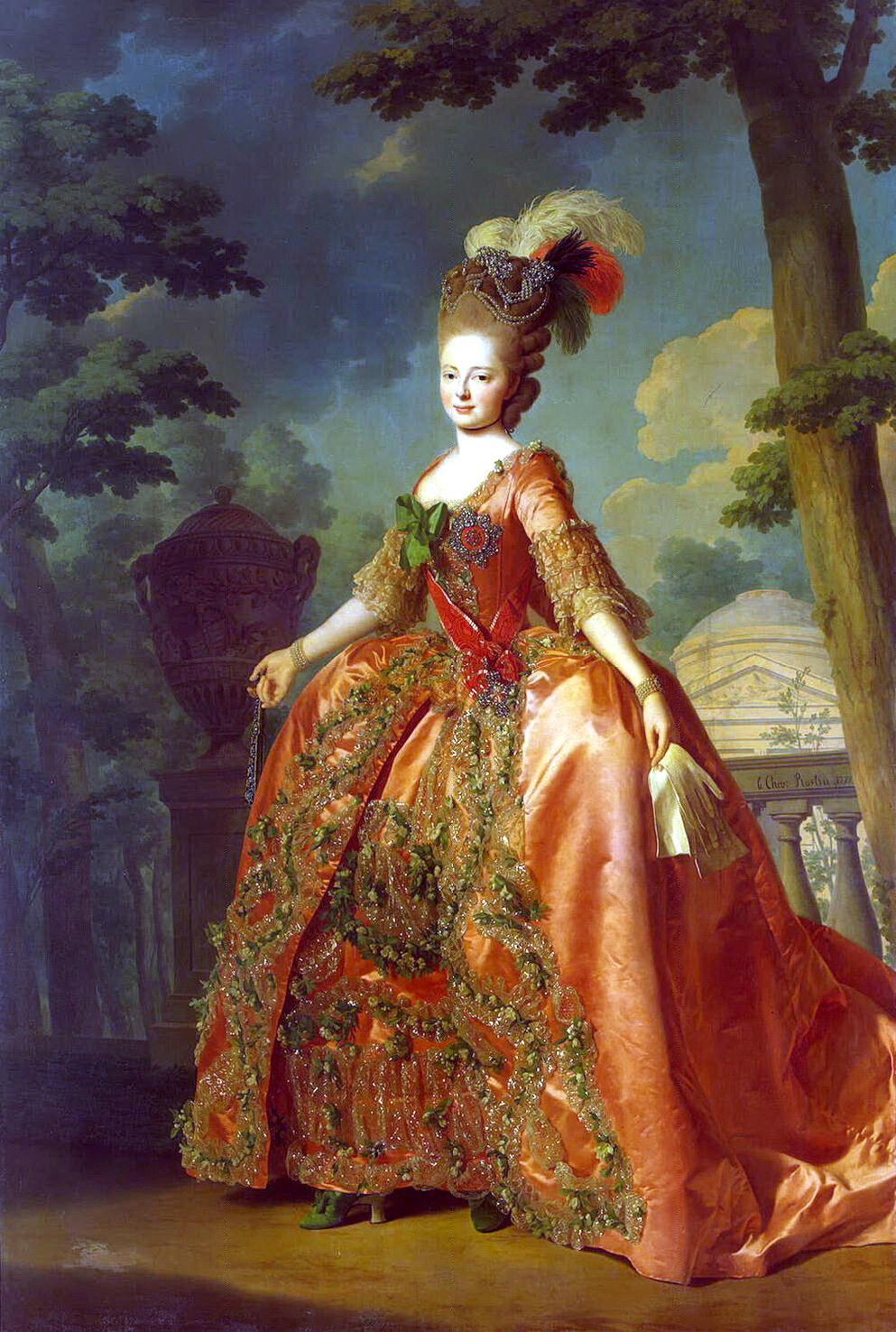
Maria Feodorovna, portret de Alexander Roslin.

Sofia s-a convertit la ortodoxism și își alege numele rus de Maria Feodorovna. 
Pavel avea un caracter dificil însă Maria Feodorovna era complet mulțumită de soarta ei. "Acest bărbat scump este un înger, îl iubesc la nebunie" îi scria unei prietene. Maria Feodorovna nu și-a schimbat sentimentele față de Pavel niciodată și, în ciuda a tot ce s-a întâmplat mai târziu, Sofia l-a iubit sincer.
Ecaterina a II-a, cel puțin la început, era încântată de nora sa, despre care îi scria doamnei de Bielke: "Vă mărturisesc că sunt entuziasmată de această fermecătoare prințesă. Este exact cum o doream: are talie de nimfă, ten de crini și trandafiri, cea mai frumoasă carnație din lume, e înaltă și bine făcută, sprintenă, iar blândețea, bunătatea inimii și candoarea i se citesc pe față." Totuși, relația dintre cele două femei se va răci curând.
În decembrie 1777, Maria a născut primul din cei zece copii, viitorul Țar Alexandru I. Trei luni mai târziu, Ecaterina îl ia pe noul născut pentru a-l crește fără influența părinților. Când s-a născut al doilea fiu, în aprilie 1779, Ecaterina a făcut același lucru, care a cauzat animozități cu Maria, deoarece părinții nu aveau dreptul să vadă copii decât din când în când. Lipsită de fiii ei cei mari, Maria Feodorovna s-a ocupat de decorarea Palatului Pavlovsk, cadoul Ecaterinei pentru celebrarea primei aniversări a nepotului ei, Alexandru.

## Împărăteasă a Rusiei

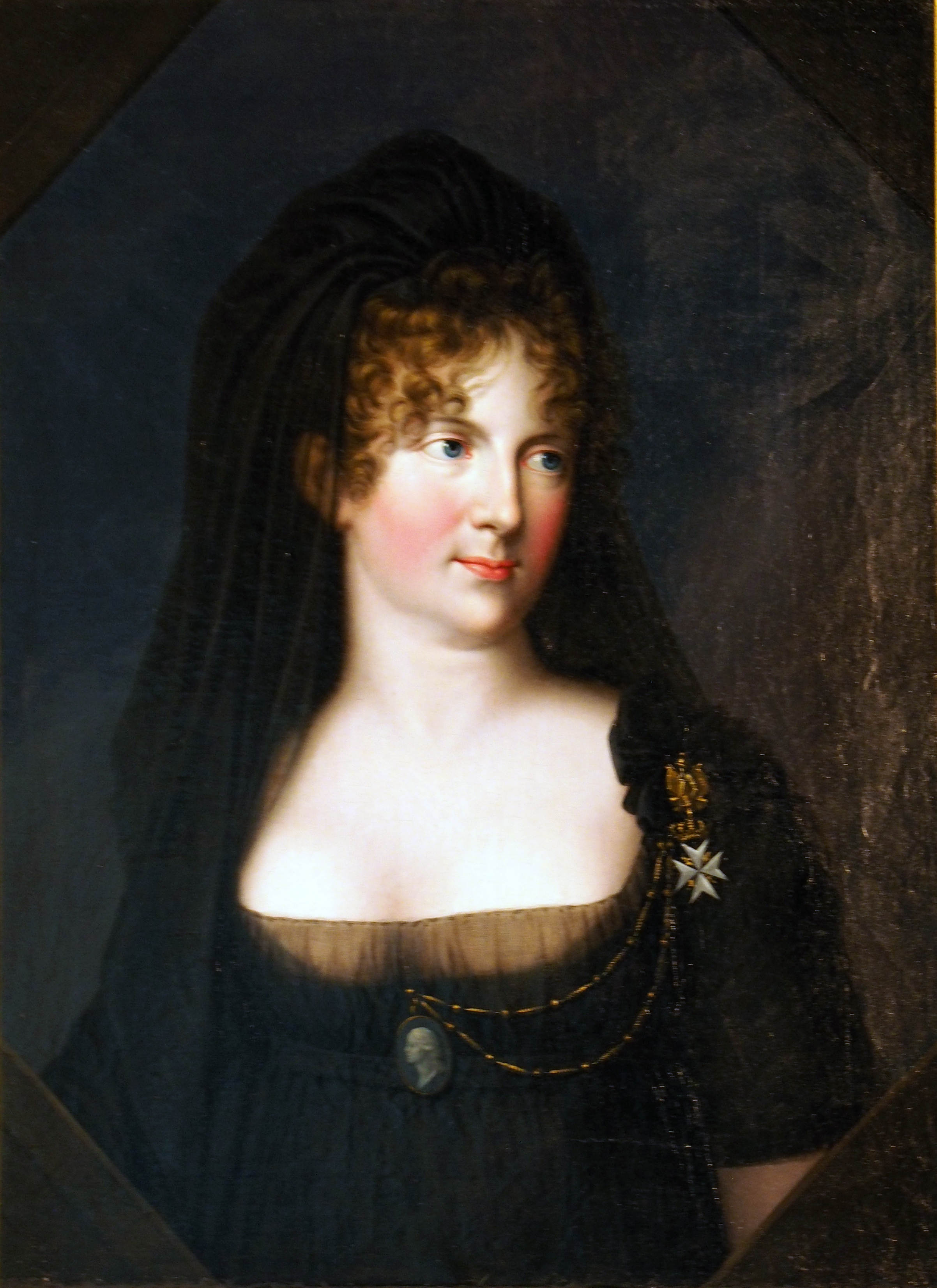

După douăzeci de ani în umbră, după moartea Ecaterinei a II-a în 1796, Maria Feodorovna devine împărăteasă a Rusiei. În timpul vieții Ecaterinei, Maria nu avea nici o șansă să intervină în afacerile statului, Pavel însuși era exclus de la aceste activități, însă după accesiunea soțului ei, la început timid apoi din ce în ce mai puternic Maria participă la viața politică.  Avea mare influență asupra soțului ei și în general o influență benefică.
Maria avea gusturi foarte bune. Palatul Gatchina, palatul de iarnă din Sankt Petersburg și Ermitaj au fost decorate și mobilate sub îndrumarea ei. Iubea arta și a susținut-o în mod generos. Cel mai important lucru care l-a făcut pentru Rusia este crearea primei școli de fete și a numeroase organizații caritabile în întreg imperiu. Aceste instituții au existat până la Revoluția rusă din 1917.
Deși Pavel și soția lui nu mai erau așa apropiați cum au fost, ei au rămas în bune relații. Relația lor a suferit în continuare în ultimii ani din viata lui Pavel. După ce Maria a dat naștere celui de-al zecelea copil în 1798, Pavel s-a îndrăgostit nebunește de o tânără de 19 ani, Anna Lopukhina. Pavel a fost împărat exact patru ani, patru luni și patru zile. A fost ucis la 12 martie 1801.
În noapte asasinării soțului ei, Maria Feodorovna s-a gândit să imite exemplul Ecaterinei a II-a și să încerce să se autoproclame împărăteasă. I-a luat câteva zile fiului ei Alexandru s-o convingă să renunțe la această idee. O perioadă de timp, ori de câte ori o vizita fiul ei, împărăteasa-mamă plasa între ei un sicriu ca un reproș mut făcut fiului ei. Relația tensionată dintre mamă și fiu s-a îmbunătățit grație noii Țarine.  Maria Feodorovna avea numai 42 de ani când a devenit văduvă și și-a păstrat cea mai înaltă poziție din imperiu deținută de o femeie. La ceremoniile publice, Maria apărea deseori la brațul fiului ei în timp ce împărăteasa Elisabeta mergea în spate. Acest obicei de prevalență a împărătesei-mamă în fața împărătesei a fost caz unic la curtea rusă.
Viitorul fiicelor ei și educația lor a ținut atenția Mariei în primii ani ai văduviei. A fost o mamă bună și iubitoare și în ciuda faptului că Ecaterina a II-a i-a luat copiii cei mari (Alexandru și Constantin), Maria Feodorovna a menținut relații strânse cu ei, ca și cu toți ceilalți copii. Ei au rămas profund atașați de ea.
A murit la Pavlovsk la 5 noiembrie 1828 la vârsta de 69 de ani.